# 梅山無一軒
梅山 無一軒（うめやま むいっけん） / 西 昌盛（にし まさもり）は、江戸時代の武士（人吉藩士）、修験者。
実名は西昌盛であり、当人は梅山姓を一度も名乗っていないが（西氏が梅山姓を名乗っていたのは戦国時代までで、再び名乗り始めるのは孫の昌寿から）、本項では『南藤蔓綿録』並びに『嗣誠独集覧』の編纂者名として定着している方を記事名とする。

## 生涯
昌盛（後の無一軒）は、山伏である般若院行盛の次男として生まれた。その後、同じく山伏の家系である西昌敷の婿となり、人吉藩の大御台所役および御家剣術師範方に任じられ（任命された年は不詳）、老齢となるまでの数十年間務めあげる。
安永4年（1775年）、昌盛は上原英清より、心形刀流目録序、並びに同目録を受ける。3年後の安永7年（1778年）には別府四兵衛より塚原卜伝流人物次第相伝免許状を、その翌年の安永8年（1779年）には心形刀流表位免状を受けて、常謹子と号した。また同年、心形刀流抜合目録序も受けている。
文化10年（1813年）に新規の一人扶持格となる。また文化年間に『南藤蔓綿録』14冊分、『嗣誠独集覧』28冊分を著している。文政6年（1823年）、老齢を理由に職を辞すると山伏となり、文政9年（1826年）に吉野山永久寺に入山、権大僧都に補され無一軒と号した。
文政11年（1828年）に死去。家督は次女の婿である西昌幸が継いだ。